# Sant Martí de Canals

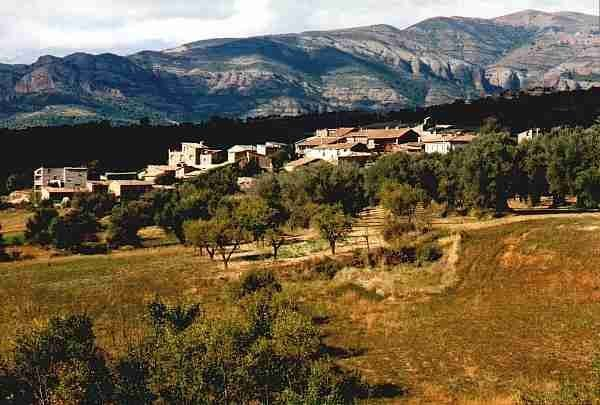
Vista general de la población de Sant Martí de Canals.

San Martín de Canals (en catalán Sant Martí de Canals) es un pueblo del municipio de Conca de Dalt, hasta 1969 del antiguo término municipal de Claverol.
Entre 1812 y 1847 tuvo ayuntamiento propio. Había sido creado a partir del despliegue de las disposiciones emanadas de la Constitución de Cádiz, y fue suprimido a raíz de las nuevas leyes municipales promulgadas a mediados del siglo XIX, que no permitieron el mantenimiento de los ayuntamientos en poblaciones de menos de 30 vecinos (entendiendo como vecino los cabezas de familia). En febrero de 1847 ya aparece agrupado con los pueblos de Claverol, El Pont de Claverol o Sossís dentro del municipio de Claverol.
Está a 648,9 metros de altitud, cerca del Pont de Claverol y de la Puebla de Segur. Muchos de los censados en el pueblo no tienen la residencia habitual.
Citado ya en 1050, conserva intacto el núcleo medieval formado por una calle con una plazoleta, que se puede cerrar con un portal dotado de aspilleras, y termina en el otro extremo en la  iglesia de origen románico del mismo nombre del pueblo, reconstruida varias veces con una fachada actual del siglo XVII.
La actividad principal es agrícola y ganadera de subsistencia, además de los alojamientos rurales independientes (ARI).

## Etimología
El topónimo «Sant Martí de Canals» toma la primera parte de la advocación de la parroquia del pueblo, dedicada a san Martín de Tours, santo muy venerado en nuestro país a la Edad Media . La segunda parte del topónimo, canales, es de origen ya románico y de carácter descriptivo: la tierra, en esta zona montañosa, se erosiona mucho y hace que todos los alrededores del pueblo estén llenos de «canales» formados por el agua asl irse comiendo la tierra. El cercano pueblo de Sossís tiene un origen similar, pero aún más descriptivo, ya que viene del verbo sólo se (‘derrumbarse’).
Otra explicación podría ser un sistema de canales, hoy abandonado y en gran parte destruido, dentro del Barranco de San Martín, en un paraje denominado «Los Huertos del Torrent», debajo del cerro del mismo nombre, con innumerables terrazas de cultivo mayoritariamente también desaparecidas.

## Historia
En el censo de 1381 consta en Sant Martí de Canals 7 fuegos (unos 35 habitantes) y era dominio del monasterio de Santa María de Gerri.

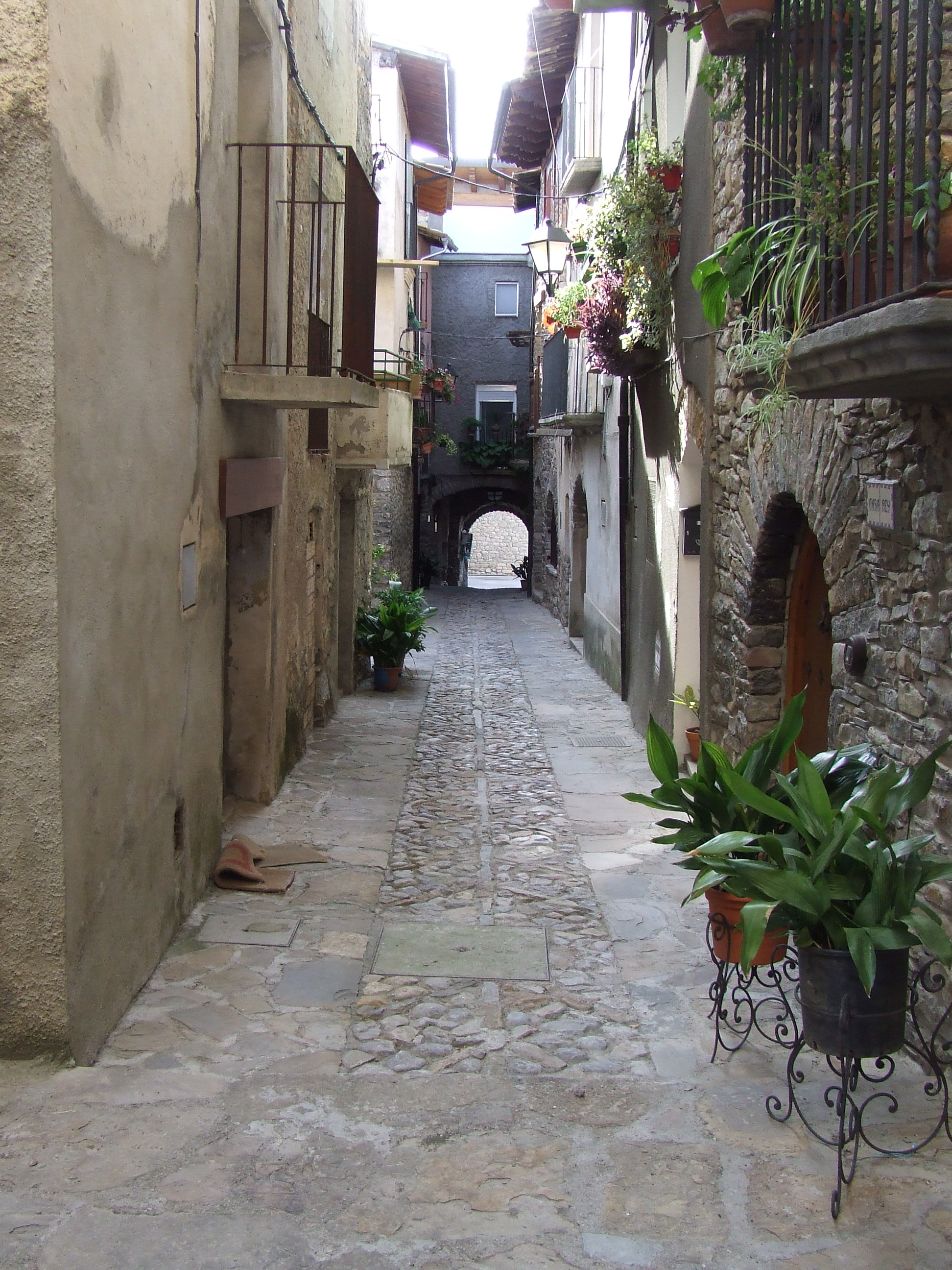
La calle Mayor y única, del pueblo.

En elDiccionario geográfico ... de Pascual Madoz, de 1845, Sant Martí de Canals es descrito como:

un pueblo situado en la falda occidental de un cerro cubierto de rocas, ventilado a todos los vientos, salvo los de levante. Clima un poco frío, pero sano. Forman el pueblo 22 casas unidas, de una sola planta, y una casa separada del resto,Sarransot, con capilla propia, dedicada a san Antonio abad, un poco separada. Calles planas y bien empedradas. Una fuente pública suministra el agua muy abundante del pueblo, está muy cercana a las casas. El terreno es flojo y de calidad media, bastante plano, y con muy poco regadío. Se cultiva trigo, cebada, centeno, aceite, vino, patatas, legumbres, hortalizas, bellotas, lana y seda. Hay ganado diverso: ovejas, cabras, cerdos y vacas. También hay caza de perdices, y pesca de truchas, barbos y anguilas. Tiene un molino de aceite. La población es de 15 vecinos (cabezas de familia) y 91 almas (habitantes)

 .
Ceferí Rocafort (op. cit.) Comenta que en el término de Claverol hay 197 edificios, con 469 habitantes de hecho y 467 de derecho, de los cuales el pueblo de Claverol tiene 40 y 79, respectivamente, El Pont de Claverol, 65 y 183, Sant Martí de Canals, 38 y 122, y Sossís, 26 y 72. Además, hay 28 casas más esparcidas por el resto del término, entre las que menciona el mas Miret, los Masos de Baiarri y el Molí de Palau, con la capilla de Sant Martí.
En 1970 tenía aún 99 habitantes, que habían bajado a 71 en 1981 y a 51 el 2006 (personas empadronadas, en realidad los que allí viven físicamente no llegan a la mitad de estas cifras ).
Tenía dos molinos, uno de harina y otro de aceite, actualmente bajo las aguas del  pantano de San Antonio. 

## Etimología
El topónimo Sant Martí de Canals se toma la primera parte de la advocación de la parroquia del pueblo, dedicada a san Martín de Tours, santo muy venerado en Cataluña durante la Edad Media. La segunda parte del topónimo, Canals, es de origen ya románico y de carácter descriptivo: la tierra, en esta zona montañosa, se erosiona mucho, y hace que todo los alrededores del pueblo esté lleno de canales formados por el agua al ir degradando la tierra. El cercano pueblo de Sossís tiene un origen similar, pero aún más descriptivo, ya que viene del verbo solsir-se (hundirse).
Otra explicación podría ser un (hoy abandonado y en gran parte destruido) sistema de canales dentro del Barranco de San Martín, en un paraje denominado «los Huertos del Torrent», debajo del cerro del mismo nombre, con innumerables terrazas de cultivo mayoritariamente también desaparecidas.